# Birkirkara
Birkirkara ist mit 25.790 Einwohnern (Stand 31. Dezember 2020) die zweitgrößte Gemeinde des Inselstaates Malta.

## Geografie
Die Gemeinde Birkirkara besteht aus den Bezirken St Helen, St Joseph, Our Lady of the Carmel und St Mary.
Im Westen befindet sich im Bezirk Mriehel die Simonds Farsons Brauerei.

## Geschichte
Birkirkara ist eine der ältesten Städte Maltas und besitzt noch heute einen Aquädukt.
In der Stadt befindet sich das 1907 gegründete St. Aloysius’ College.

## Sehenswürdigkeiten
- Kirche St. Helenas: Die Kirche St. Helenas ist ein beeindruckendes Kunstwerk. 1950 wurde sie von Papst Pius XII. zur Basilica minor erhoben. Zu Ehren der Heiligen Helena findet im Ort alljährlich zum katholischen Gedenktag am 18. August ein Fest statt.

- Old Railway Station Garden: Der Old Railway Station Garden ist ein Park, der sich um den Bahnhof gruppiert, Teil der ehemaligen Bahnstrecke Valletta–Mdina aus dem 19. Jahrhundert.

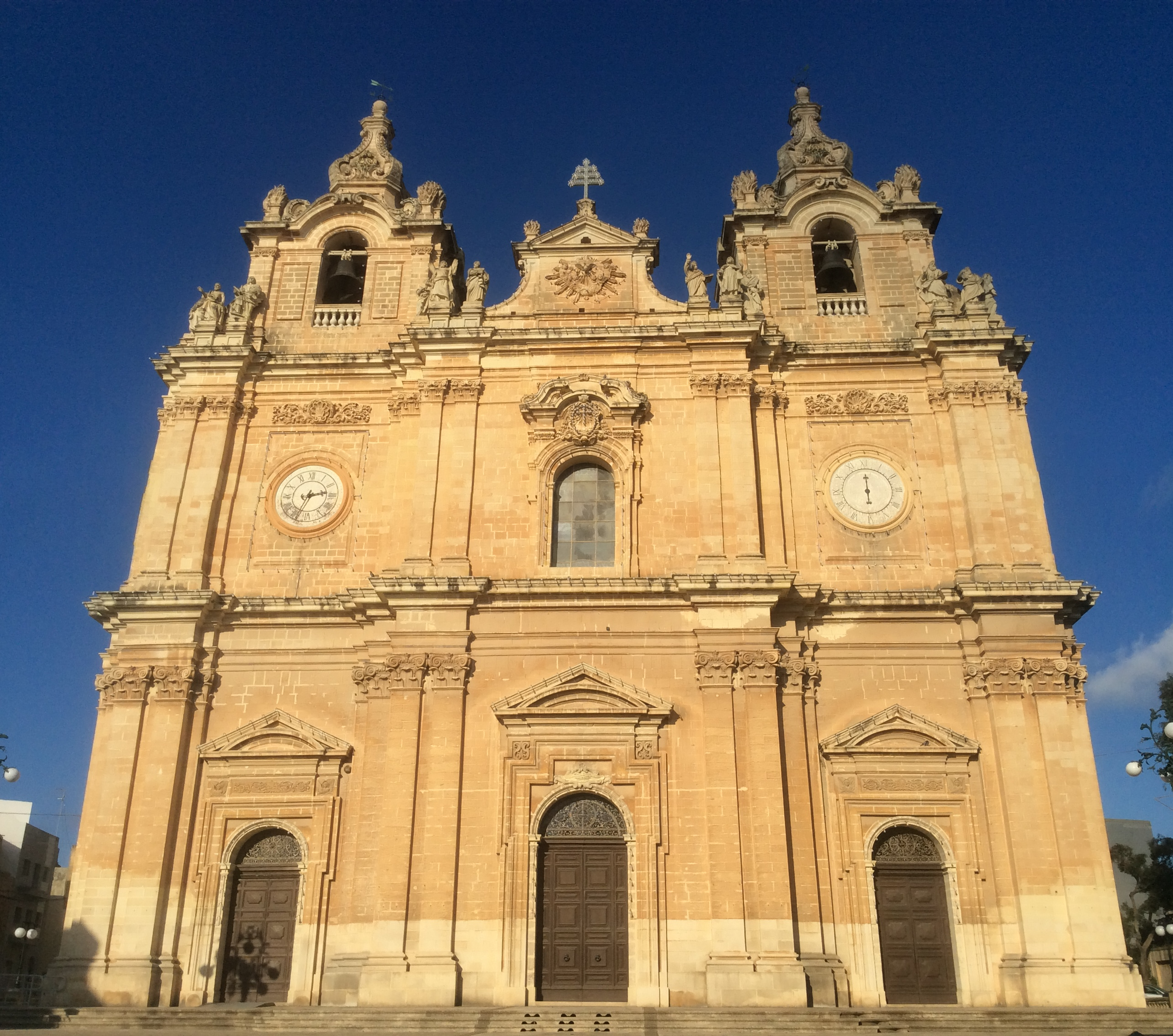
Basilika St. Helena
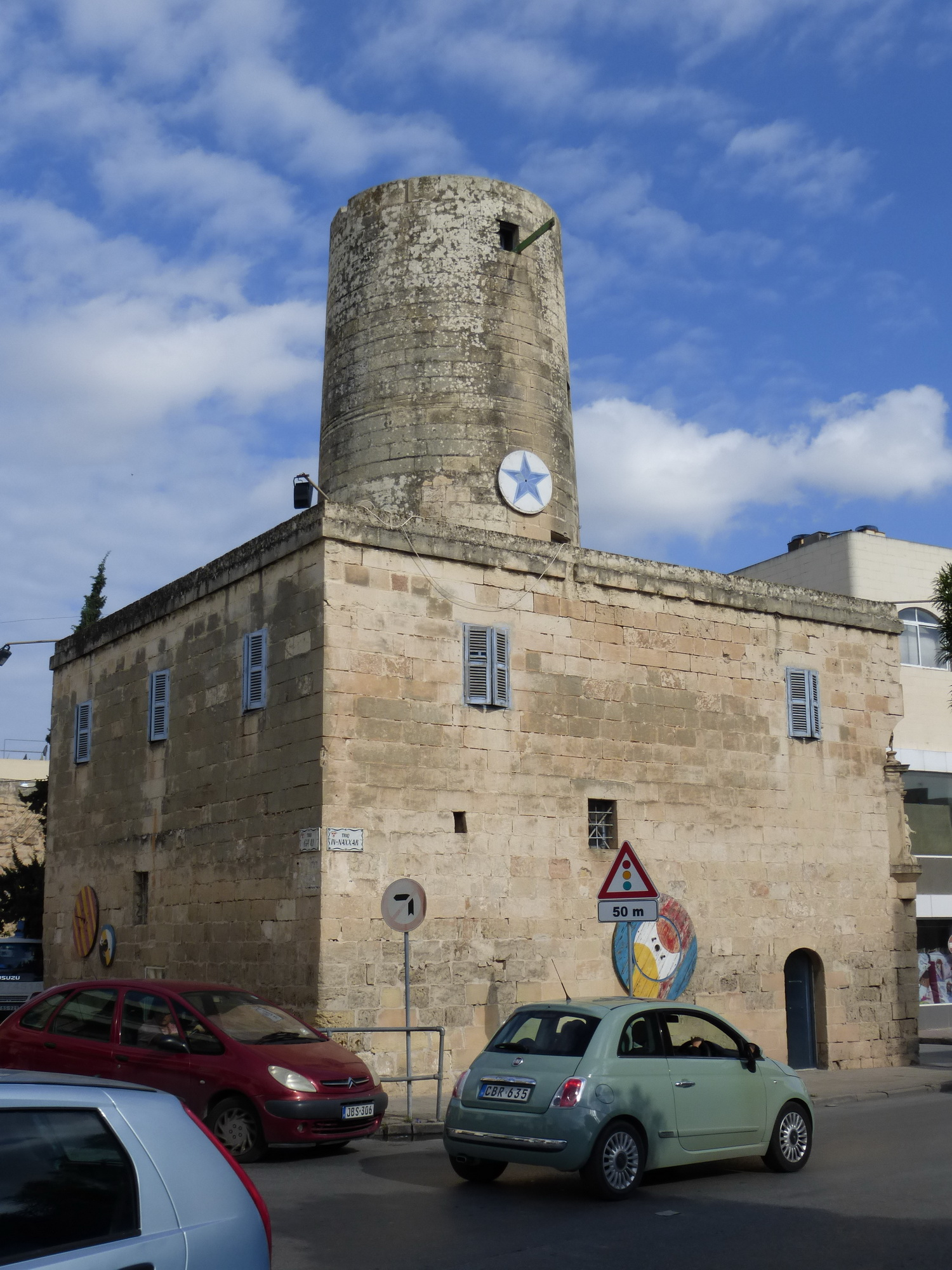
Alte Windmühle
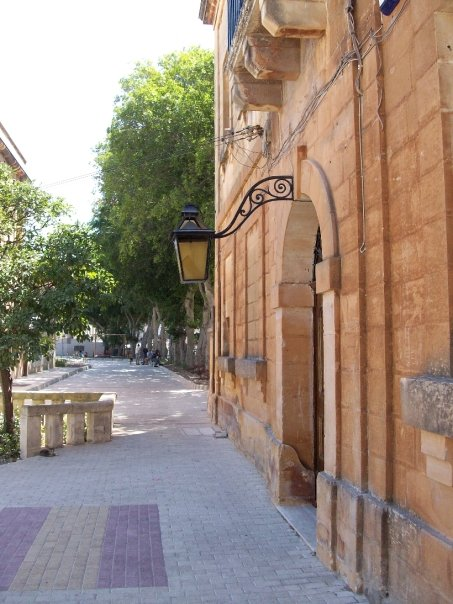
Umgebung des alten Bahnhofs
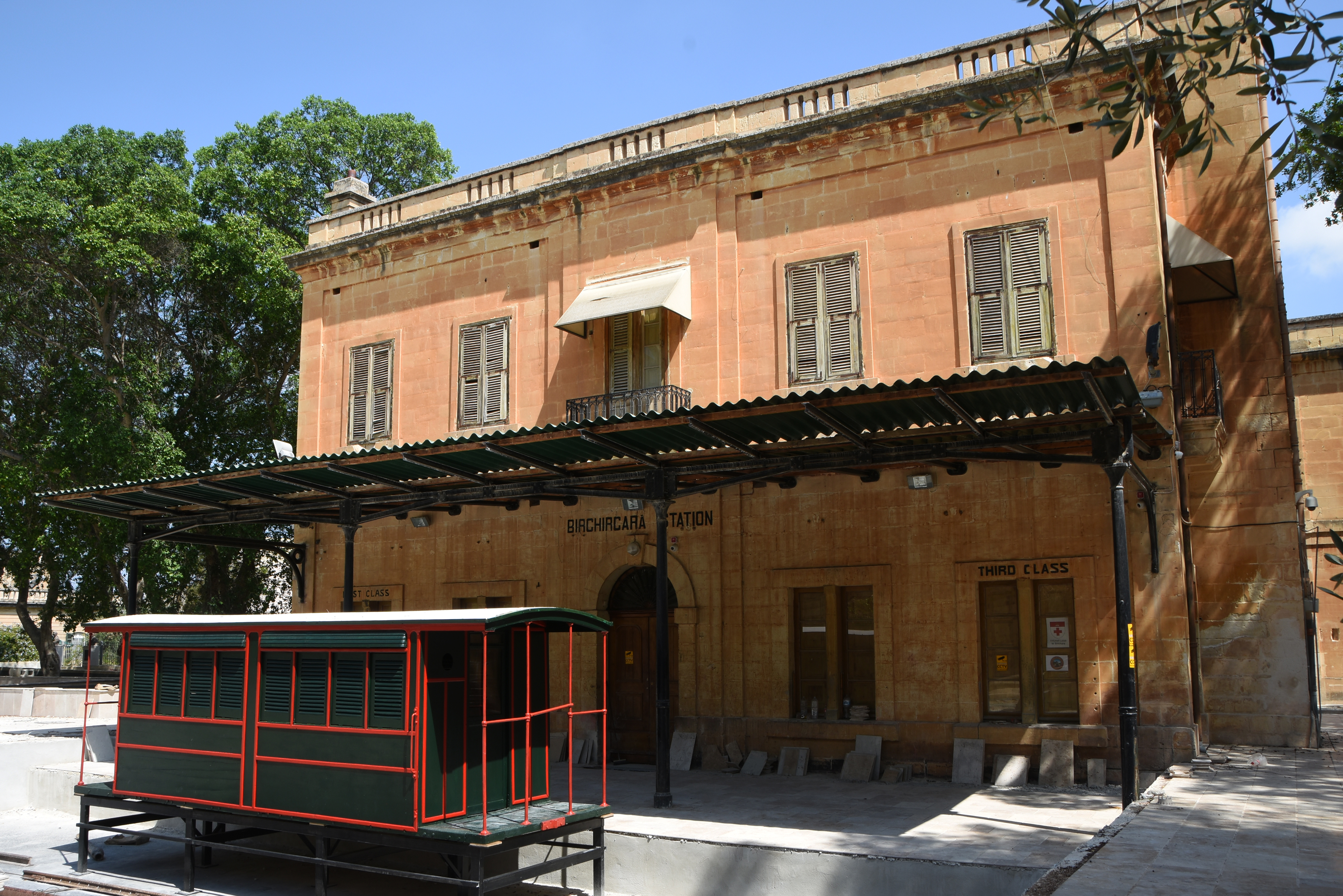
Das ehemalige Bahnhofsgebäude

## Sport
Der Fußballverein FC Birkirkara spielt in der Maltese Premier League, der höchsten Fußballliga Maltas, und wurde bislang viermal (2000, 2006, 2010 und 2013) Landesmeister.

## Städtepartnerschaft
Birkirkara unterhält eine Partnerschaft mit der italienischen Stadt Grosseto.

## Söhne und Töchter der Gemeinde
- Salvu Troisi (1892–1920er-Jahre), maltesischer Fußballspieler
- Anthony Mamo (1909–2008), erster Präsident der Republik Malta
- Francis Micallef (1928–2018), maltesischer Karmelit, Apostolischer Vikar von Kuwait
- Joe Fenech (1931–2005), maltesischer Politiker
- Edward Fenech Adami (* 1934), Präsident Maltas von 2004 bis 2009
- Paul Camilleri (* 1934), Radrennfahrer
- Vicente Costa (* 1947), römisch-katholischer Geistlicher, Bischof von Jundiaí
- Alfred Sant (* 1948), Premierminister Maltas von 1996 und 1998
- Walter Micallef (* 1955), maltesischer Sänger und Komponist
- Tonio Fenech (* 1969), ehemaliger Bürgermeister von Birkirkara und von 2008 bis 2013 Finanz- und Wirtschaftsminister Maltas
- Destiny Chukunyere (* 2002), maltesische Sängerin, Gewinnerin des Junior Eurovision Song Contest 2015